# San Luis de Palenque kommun
San Luis de Palenque är en kommun i Colombia.   Den ligger i departementet Casanare, i den centrala delen av landet, 290 km öster om huvudstaden Bogotá. Antalet invånare är 7 415.